# Nekrolog 1706
Nekrolog
◄◄
| ◄
| 1702
| 1703
| 1704
| 1705
| 1706 | 1707 | 1708 | 1709 | 1710 | ► | ►►
Weitere Ereignisse | Allgemeiner Nekrolog 1706
Die Beschreibung der verstorbenen Person sollte so kurz wie möglich gehalten sein und nur deren signifikante Tätigkeit(en) enthalten.
Neue Namen ggf. auch unter dem Geburts- und Sterbedatum, also etwa unter 1. Januar und im Geburts- und Sterbejahr (2024) eintragen (nur bei entsprechender großer Wichtigkeit). Für Beispiele siehe die schon vorhandenen Artikel.
Außerdem über die fünf zuletzt Verstorbenen, zu denen es einen ausreichend guten Artikel für eine Präsentation auf der Hauptseite gibt, nach der todesbedingten Überarbeitung der Artikel ggf. auch unter Wikipedia Diskussion:Hauptseite informieren und sie am besten auch in den anderen Wikipedia-Sprachversionen eintragen. Tipp: Regelmäßig bei news.google.de nach „ist tot“, „gestorben“ oder „verstorben“ suchen.
Wenn eine Person gestorben ist, gibt es viele Seiten zu dieser Person in der Wikipedia, die davon auch betroffen sind und entsprechend aktualisiert werden müssen. Beispiele: Namenübersichtsseite, Geburtsjahr, Geburtsort-Seiten und viele mehr.
Wie finde ich die betroffenen Seiten?
Im Suchfeld auf der linken Seite gibt man den Suchbegriff so ein: „Vorname Nachname“. Dann klickt man auf Volltext und alle Seiten mit entsprechendem Suchtext werden aufgerufen. Hier sieht man dann schnell, wo auch das Todesjahr Sinn macht oder sogar ein Teil des Artikels angepasst werden muss. Auch hilft das „Werkzeug“ auf der linken Seite sehr gut, um solche Seiten aufzufinden: „Links auf diese Seite“. Somit ist die Wikipedia wieder aktuell in allen Bereichen! Hinweis: bei Eintragung der Kategorie „Gestorben JAHR“ wird der Missbrauchsfilter 49 ausgelöst, was jedoch nicht schlimm ist. Siehe: Spezial:Missbrauchsfilter/49
Dies ist eine Liste von im Jahr 1706 verstorbenen bekannten Persönlichkeiten. Die Einträge erfolgen innerhalb der einzelnen Daten alphabetisch sortiert. Tiere sind im Nekrolog für Tiere zu finden.

## Januar
| Tag        | Name                       | Beruf, bekannt als                                                      | Alter | Beleg |
| ---------- | -------------------------- | ----------------------------------------------------------------------- | ----- | ----- |
| 7. Januar  | Thomas Mansel              | walisischer Politiker                                                   | 27    |       |
| 7. Januar  | Hartwig von Passow         | deutscher Offizier in dänischen Diensten während des Nordischen Krieges |       |       |
| 8. Januar  | Johann Hoffmann            | bayerischer Anführer des Volksaufstandes                                |       |       |
| 13. Januar | Johann Jacob Pagendarm     | deutscher Kantor und Komponist                                          | 59    |       |
| 16. Januar | Philipp Ludwig Hanneken    | lutherischer Theologe                                                   | 68    |       |
| 17. Januar | Philipp Peter Roos         | deutscher Maler                                                         | 48    |       |
| 21. Januar | Adrien Baillet             | französischer Bibliothekar, Geistlicher und Historiker                  | 56    |       |
| 26. Januar | Guillaume Poitevin         | französischer Serpentbläser, Kapellmeister und Komponist                | 59    |       |
| 27. Januar | Benedikt Ferg              | deutscher Benediktiner und Abt                                          |       |       |
| 28. Januar | Christoph Erhard von Bibra | deutscher Generalfeldmarschallleutnant                                  | 49    |       |
| 29. Januar | Johann Georg Aberle        | bayerischer Soldat                                                      |       |       |
| 29. Januar | Johann Clanze              | Anführer des bayerischen Volksaufstandes 1705                           |       |       |
| 29. Januar | Johann Georg Kidler        | Münchner Weinwirt                                                       |       |       |

## Februar
| Tag         | Name                         | Beruf, bekannt als                                                               | Alter | Beleg |
| ----------- | ---------------------------- | -------------------------------------------------------------------------------- | ----- | ----- |
| 4. Februar  | Johann Nikolaus Pechlin      | deutsch-niederländischer Mediziner und Fürstenerzieher                           | 59    |       |
| 5. Februar  | Pierre du Cambout de Coislin | französischer Geistlicher, Bischof von Orléans und Kardinal der Römischen Kirche | 69    |       |
| 10. Februar | Petrus van Mastricht         | deutscher Philologe und reformierter Theologe                                    | 75    |       |
| 11. Februar | Maria Theresa van Thielen    | flämische Malerin                                                                | 65    |       |
| 12. Februar | Fortunatus Hueber            | deutscher Ordensgeistlicher, Franziskaner, Historiker und Theologe               | 66    |       |
| 12. Februar | Balthasar Kindermann         | deutscher Dichter                                                                | 69    |       |
| 19. Februar | Hanns Georg Fux              | Südtiroler Bildhauer                                                             |       |       |
| 20. Februar | Christoph Klesch             | karpatendeutscher evangelischer Theologe und Lyriker                             | 73    |       |
| 23. Februar | Elias Veiel                  | deutscher lutherischer Theologe                                                  | 70    |       |
| 27. Februar | John Evelyn                  | englischer Autor und Gärtner                                                     | 85    |       |
| Februar     | François Choye               | französischer Bildhauer                                                          | 47    |       |

## März
| Tag      | Name                        | Beruf, bekannt als                                                        | Alter | Beleg |
| -------- | --------------------------- | ------------------------------------------------------------------------- | ----- | ----- |
| 1. März  | Heino Heinrich von Flemming | sächsischer, später brandenburgischer Heerführer und Generalfeldmarschall | 73    |       |
| 3. März  | Johann Pachelbel            | Komponist des Barock                                                      |       |       |
| 6. März  | Christian Gryphius          | deutscher Pädagoge und Schuldramatiker                                    | 56    |       |
| 6. März  | Otto Wilhelm von Perbandt   | Obermarschall und Hofmeister in Preußen                                   | 71    |       |
| 6. März  | Gottfried Strauß            | deutscher Rechtswissenschaftler und Universitätsprofessor                 | 64    |       |
| 17. März | Johann Jäger                | Anführer des bayerischen Volksaufstandes 1705                             |       |       |
| 17. März | Matthias Kraus              | deutscher Anführer des so genannten Krausaufstandes                       | 35    |       |
| 17. März | Edmund Zoz                  | Zisterzienser Abt                                                         |       |       |
| 19. März | Hermann Billerbeck          | deutscher lutherischer Theologe                                           | 50    |       |
| 20. März | Nikolaus Heinrich Ditmersen | königlich dänischer Obrist und Chef des Oldenburger Reiterregiments       |       |       |

## April
| Tag       | Name                                  | Beruf, bekannt als                                                                    | Alter | Beleg |
| --------- | ------------------------------------- | ------------------------------------------------------------------------------------- | ----- | ----- |
| 1. April  | Siegmund Joachim Graf Trauttmansdorff | Feldmarschall                                                                         |       |       |
| 6. April  | Christoph Egedacher                   | deutsch-österreichischer Orgelbauer                                                   | 64    |       |
| 8. April  | Caspar Schamberger                    | deutscher Chirurg, Handelsmann                                                        | 82    |       |
| 14. April | Erasmus Christian von Arnstedt        | deutscher Gutsbesitzer und Domdechant                                                 | 77    |       |
| 17. April | Ferdinand von Erwitte                 | Abt von Werden                                                                        | 77    |       |
| 19. April | Galenus Abraham de Haen               | Arzt und mennonitischer Prediger, Führer der Partei der Lammisten                     | 83    |       |
| 20. April | Hieronim Augustyn Lubomirski          | polnischer Magnat, Politiker und Feldherr                                             |       |       |
| 23. April | Wilhelmine Ernestine von Dänemark     | Kurfürstin von der Pfalz                                                              | 55    |       |
| 24. April | Balthasar Gerhard Hanneken            | deutscher evangelisch-lutherischer Geistlicher, Hauptpastor der Lübecker Marienkirche | 64    |       |
| 27. April | Bernhard I.                           | Herzog von Sachsen-Meiningen                                                          | 56    |       |
| April     | Jean Testu de Mauroy                  | französischer Kleriker                                                                |       |       |

## Mai
| Tag     | Name                                                          | Beruf, bekannt als                                | Alter | Beleg |
| ------- | ------------------------------------------------------------- | ------------------------------------------------- | ----- | ----- |
| 1. Mai  | Jakob Balthasar                                               | deutscher Rechtsgelehrter                         | 53    |       |
| 2. Mai  | Georg Joseph Kamel                                            | österreichischer Naturkundler, Arzt und Jesuit    | 45    |       |
| 5. Mai  | Friedrich Christian von Plettenberg                           | Fürstbischof von Münster                          | 61    |       |
| 6. Mai  | Georg von Widmont                                             | Jurist; Hochschullehrer                           |       |       |
| 10. Mai | Johann Jakob Hofmann                                          | Schweizer Theologe, Historiker und Lexikograf     | 70    |       |
| 10. Mai | Simon Rettenpacher                                            | österreichischer Dramatiker, Lyriker und Chronist | 71    |       |
| 16. Mai | Christian Röhrensee                                           | deutscher Ethiker und Politikwissenschaftler      | 64    |       |
| 16. Mai | Antoine Verjus                                                | französischer Gelehrter und Jesuit                | 74    |       |
| 18. Mai | Wolfgang Dientzenhofer                                        | deutscher Baumeister des Barock                   | 58    |       |
| 23. Mai | Christian Karl von Schleswig-Holstein-Sonderburg-Plön-Norburg | brandenburg-preußischer Offizier                  | 31    |       |
| 23. Mai | Beat Heinrich Josef Zurlauben                                 | Schweizer Soldat in französischen Diensten        | 42    |       |
| 29. Mai | Caspar March                                                  | deutscher Mediziner                               | 51    |       |

## Juni
| Tag      | Name                                 | Beruf, bekannt als                                              | Alter | Beleg |
| -------- | ------------------------------------ | --------------------------------------------------------------- | ----- | ----- |
| 7. Juni  | Wilhelm Johann Anton von und zu Daun | kaiserlicher Generalfeldmarschall                               |       |       |
| 15. Juni | Ferdinand Bonaventura I. von Harrach | österreichischer Diplomat und Minister unter Kaiser Leopold I.  | 68    |       |
| 22. Juni | Johann Jacob Baur                    | Oberbürgermeister von Tübingen                                  | 85    |       |
| 28. Juni | Leopold Joseph von Lamberg           | österreichischer Diplomat                                       | 52    |       |
| 29. Juni | Michał Frencel                       | obersorbischer Schriftsteller, evangelisch-lutherischer Pfarrer | 78    |       |
| 30. Juni | Jacques Boyvin                       | französischer Organist und Komponist                            |       |       |

## Juli
| Tag      | Name                           | Beruf, bekannt als                                                        | Alter | Beleg |
| -------- | ------------------------------ | ------------------------------------------------------------------------- | ----- | ----- |
| 2. Juli  | Kimpa Vita                     | kongolesische Prophetin und Gründerin der Antonier-Bewegung               |       |       |
| 3. Juli  | Catharina Priggen              | Äbtissin des Klosters Medingen                                            | 74    |       |
| 6. Juli  | Leonard Plukenet               | englischer Botaniker                                                      | 64    |       |
| 8. Juli  | Christian Vollrath von Eyndten | königlich dänischer Oberst und Chef des 4. Dänischen Infanterie-Regiments |       |       |
| 8. Juli  | Adrian Virginius               | deutschbaltischer Bibelübersetzer und Theologe                            | 42    |       |
| 8. Juli  | Jacob Antonius Vulpius         | Schweizer reformierter Geistlicher und Bibelübersetzer                    |       |       |
| 9. Juli  | Pierre Le Moyne d’Iberville    | Gründer der Kolonie Louisiana                                             | 44    |       |
| 13. Juli | Johann Franz Peickhardt        | österreichischer Politiker                                                |       |       |
| 21. Juli | Gabriele Filippucci            | italienischer Kardinal                                                    | 75    |       |
| 23. Juli | Georg Ritter                   | deutscher evangelisch-lutherischer Geistlicher und Senior                 | 67    |       |
| 31. Juli | Anna Spiekermann               | deutsches Hexenprozess-Opfer                                              |       |       |

## August
| Tag        | Name                         | Beruf, bekannt als                                  | Alter | Beleg |
| ---------- | ---------------------------- | --------------------------------------------------- | ----- | ----- |
| 4. August  | Johann Christian Schamberg   | deutscher Mediziner, Rektor der Universität Leipzig | 39    |       |
| 6. August  | Jean-Baptiste Du Hamel       | französischer Philosoph und Theologe                | 82    |       |
| 8. August  | Nicolaus Dassow              | deutscher Theologe                                  | 66    |       |
| 8. August  | Christian Specht             | deutscher evangelischer Theologe                    | 58    |       |
| 10. August | Fjodor Alexejewitsch Golowin | russischer Politiker und Diplomat                   |       |       |
| 12. August | Johann Deutschmann           | lutherischer Theologe                               | 81    |       |
| 14. August | Christoph Donat              | deutscher Orgelbaumeister                           | 80    |       |
| 18. August | Luigi Omodei                 | italienischer Kardinal                              | 49    |       |
| 26. August | Michael Willmann             | deutscher Barockmaler                               | 75    |       |
| 30. August | Pietro Micca                 | Soldat des piemontesischen Heeres                   | 29    |       |

## September
| Tag                      | Name                       | Beruf, bekannt als                                                        | Alter | Beleg |
| ------------------------ | -------------------------- | ------------------------------------------------------------------------- | ----- | ----- |
| 8. September             | Romanus Weichlein          | österreichischer Komponist des Barock                                     | 53    |       |
| 9. September             | Johann Bielcke             | deutscher Verleger, Buchdrucker, Bürgermeister und Stadtrichter in Jena   | 63    |       |
| 9. September             | Ferdinand de Marsin        | Marschall von Frankreich                                                  | 50    |       |
| 12. September            | Eugenio Casparini          | deutscher Orgelbauer                                                      | 83    |       |
| 12. September            | Christian Ludwig Kotzebue  | kurfürstlich hannoverscher Hof- und Leibmedicus, Historiker und Genealoge | 45    |       |
| 16. September            | Matthias Petersen          | deutscher Kapitän und Walfänger                                           | 73    |       |
| 26. September            | Onofrio Gabrielli          | italienischer Maler                                                       | 87    |       |
| 27. September            | August Adolph von Haugwitz | deutscher Lyriker und Dramatiker der Barockzeit                           | 59    |       |
| September (begraben 21.) | Andreas Christian Dedekind | deutscher Kantor und Komponist                                            | 48    |       |

## Oktober
| Tag         | Name                                  | Beruf, bekannt als                                                                           | Alter | Beleg |
| ----------- | ------------------------------------- | -------------------------------------------------------------------------------------------- | ----- | ----- |
| 5. Oktober  | Elisabeth Albertine von Anhalt-Dessau | Prinzessin von Anhalt-Dessau, Äbtissin von Herford und Herzogin von Sachsen-Weißenfels-Barby | 41    |       |
| 13. Oktober | Iyasu I.                              | äthiopischer Kaiser                                                                          |       |       |
| 23. Oktober | Jean Foy-Vaillant                     | französischer Numismatiker                                                                   | 74    |       |
| 26. Oktober | Andreas Werckmeister                  | deutscher Komponist und Musiktheoretiker                                                     | 60    |       |

## November
| Tag          | Name               | Beruf, bekannt als                      | Alter | Beleg |
| ------------ | ------------------ | --------------------------------------- | ----- | ----- |
| 15. November | Tshangyang Gyatsho | sechster Dalai Lama                     |       |       |
| 16. November | Cornelis Evertsen  | niederländischer Freibeuter und Admiral | 64    |       |
| 16. November | Godfried Schalcken | niederländischer Maler                  |       |       |
| November     | Edward Mansel      | walisischer Adliger und Politiker       |       |       |

## Dezember
| Tag          | Name                                       | Beruf, bekannt als                                                        | Alter | Beleg |
| ------------ | ------------------------------------------ | ------------------------------------------------------------------------- | ----- | ----- |
| 2. Dezember  | Johann Georg Ahle                          | deutscher Komponist, Organist, Dichter sowie evangelischer Kirchenmusiker |       |       |
| 3. Dezember  | Aemilie Juliane von Schwarzburg-Rudolstadt | Dichterin geistlicher Lieder                                              | 69    |       |
| 9. Dezember  | Peter II.                                  | Regent und König von Portugal (1683–1706)                                 | 58    |       |
| 12. Dezember | Christian Ludwig                           | Graf zu Waldeck-Wildungen, Graf zu Waldeck und Pyrmont                    | 71    |       |
| 19. Dezember | Maximilian Heinrich                        | Graf zu Wied-Runkel                                                       | 25    |       |
| 24. Dezember | Oswald Onghers                             | flämischer Barockmaler                                                    | 78    |       |
| 25. Dezember | Franz Engelbert Barbo von Waxenstein       | Titularbischof von Dara und Weihbischof in Breslau                        | 42    |       |
| 28. Dezember | Pierre Bayle                               | französischer Philosoph und Schriftsteller                                | 59    |       |
| 29. Dezember | Heinrich Adrian Müller                     | deutscher Gutsbesitzer und kaiserlicher Resident in Lübeck                | 70    |       |

## Datum unbekannt
| Tag | Name                      | Beruf, bekannt als                                                                        | Alter | Beleg |
| --- | ------------------------- | ----------------------------------------------------------------------------------------- | ----- | ----- |
|     | Jakob Auer                | österreichischer Bildhauer                                                                |       |       |
|     | Joan Barter               | katalanischer Komponist, Organist und Kapellmeister                                       |       |       |
|     | Cave Beck                 | englischer Sprachwissenschaftler                                                          |       |       |
|     | Abraham Miguel Cardozo    | spanisch-jüdischer Autor und Kabbalist                                                    |       |       |
|     | Jeanne Dumée              | französische Astronomin und Autorin                                                       |       |       |
|     | Bernhard Elfers           | deutscher Jurist, Sekretär des Hansekontors in Bergen und Ratsherr der Hansestadt Rostock |       |       |
|     | Francis Fuller            | englischer medizinischer Schriftsteller                                                   |       |       |
|     | Tylman van Gameren        | polnischer Architekt und Ingenieur niederländischer Herkunft                              |       |       |
|     | Johann Philipp Juncker    | deutscher lutherischer Geistlicher                                                        |       |       |
|     | Sámuel Kálnoky            | Kanzler in Siebenbürgen                                                                   |       |       |
|     | Alain Manesson Mallet     | französischer Kartograph und Ingenieur                                                    |       |       |
|     | François Martin           | französischer Generalgouverneur in Indien                                                 |       |       |
|     | Christoph Maucher         | deutscher Bernstein- und Elfenbeinschneider                                               |       |       |
|     | Andreas von Melville      | braunschweigisch-lüneburgischer Generalmajor sowie Oberamtmann und Drost von Gifhorn      |       |       |
|     | Sebastiano Moratelli      | italienischer Komponist (Barock)                                                          |       |       |
|     | Toda Mosui                | japanischer Dichter                                                                       |       |       |
|     | Elisabeth von Rantzau     | Klostergründerin                                                                          |       |       |
|     | Maurus Rost               | deutscher Benediktiner-Abt und Historiker                                                 |       |       |
|     | Johann Sasse              | deutscher Bildschnitzer                                                                   |       |       |
|     | Antonio Spinelli          | Theatinerpater und Geheimrat am Bayerischen Hof                                           |       |       |
|     | Francois de Vroede        | holländischer Patrizier, Bürgermeister von Amsterdam                                      |       |       |
|     | Johann Martin Waldschmidt | deutscher Jurist, Gelehrter, Kunstsammler und Bibliothekar                                |       |       |
|     | Johann Weidner            | deutscher Maler und Zeichner                                                              |       |       |
|     | Christoph Werner          | deutscher Orgelbauer                                                                      |       |       |
|     | Frederik de Wit           | niederländischer Verleger                                                                 |       |       |